# Vegby
Vegby is een plaats in de gemeente Ulricehamn in het landschap Västergötland en de provincie Västra Götalands län in Zweden. De plaats heeft 518 inwoners (2005) en een oppervlakte van 80 hectare.